# رفراف صغير
رفراف صغير (الاسم العلمي Ceyx pusillus)، طائر صغير القد (11 سم) من مخيط الماء وفصيلة رفرافيات. أعطانه أستراليا (شمال كوينزلاند والإقليم الشمالي) وإندونيسيا وبابوا غينيا الجديدة وجزر سليمان.